# Myiopagis
Myiopagis es un género de aves paseriformes perteneciente a la familia Tyrannidae, que agrupa a especies nativas de la América tropical (Neotrópico), donde se distribuyen desde la región tropical de México, a través de América Central y del Sur hasta el norte de Argentina, con una especie endémica de Jamaica. A sus miembros se les conoce por el nombre popular de fiofíos y también bobitos, elenias, elaenias entre otros.

## Etimología
El nombre genérico femenino «Myiopagis» se compone de las palabras del griego «muia, muias» que significa ‘mosca’, y «pagis» que significa ‘atrapar’.

## Características
Las aves de este género son oscuros y monótonos tiránidos encontrados en selvas y bosques húmedos y caducifolios, principalmente de baja altitud. Menores que las del género Elaenia, miden entre 12 y 14 cm de longitud, son también menos conspícuas y vocales que aquellas. Cada especie tiene una vocalización característica y algunas son más aptas a juntarse a bandadas mixtas. El patrón de plumaje de la cabeza tiende a ser más complejo, a pesar de que la mancha en la corona que varias ostentan generalmente permanece oculta.

## Lista de especies
Según las clasificaciones del Congreso Ornitológico Internacional (IOC) y Clements Checklist, el género agrupa a las siguientes especies con el respectivo nombre popular de acuerdo con la Sociedad Española de Ornitología (SEO), u otro cuando referenciado.
| Imagen | Nombre científico     | Autor                   | Nombre común          | Estado de conservación | Distribución |
| ------ | --------------------- | ----------------------- | --------------------- | ---------------------- | ------------ |
|        | Myiopagis gaimardii   | (d'Orbigny, 1840)       | fiofío selvático      | LC                     |              |
|        | Myiopagis olallai     | Coopmans & Krabbe, 2000 | fiofío submontano     | LC                     |              |
|        | Myiopagis caniceps    | (Swainson, 1835)        | fiofío gris           | LC                     |              |
|        | Myiopagis parambae    | (Hellmayr, 1904)        | fiofío gris del Chocó | LC                     |              |
|        | Myiopagis cinerea     | (Pelzeln, 1868)         | fiofío gris amazónico | LC                     |              |
|        | Myiopagis subplacens  | (P.L. Sclater, 1862)    | fiofío del Pacífico   | LC                     |              |
|        | Myiopagis flavivertex | (P.L. Sclater, 1887)    | fiofío coroniamarillo | LC                     |              |
|        | Myiopagis cotta       | (Gosse, 1849)           | fiofío jamaicano      | LC                     |              |
|        | Myiopagis viridicata  | (Vieillot, 1816)        | fiofío verdoso        | LC                     |              |

## Taxonomía
M. olallai es una especie recientemente descrita para la ciencia por Coopmans & Krabbe (2000).
Las especies Myiopagis parambae y Myiopagis cinerea, antes tratadas como subespecies del grupo M. caniceps son consideradas como especies separadas con base en diferencias morfológicas y de vocalización, lo que fue seguido por las principales clasificaciones.
Los amplios estudios genético-moleculares realizados por Tello et al (2009) descubrieron una cantidad de relaciones novedosas dentro de la familia Tyrannidae que todavía no están reflejadas en la mayoría de las clasificaciones. Siguiendo estos estudios, Ohlson et al (2013) propusieron dividir Tyrannidae en 5 familias. Según el ordenamiento propuesto, Myiopagis permanece en Tyrannidae, en una subfamilia Elaeniinae Cabanis & Heine, 1859-60, en una tribu Elaeniini Cabanis & Heine, 1859-60, junto a Elaenia, Tyrannulus, Suiriri, Capsiempis, parte de Phyllomyias, Phaeomyias, Nesotriccus, Pseudelaenia, Mecocerculus leucophrys, Anairetes, Polystictus, Culicivora, Pseudocolopteryx y Serpophaga.